# روشناوند (غناباد)
روشناوند (بالفارسية: روشناوند) هي قرية تقع في قسم بسكلوت الريفي في إيران. يقدر عدد سكانها بـ 2,770 نسمة .